# Mark Wingett
Mark Wingett (Melton Mowbray, 1 januari 1961) is een Engelse acteur. Hij speelt onder meer Jim Carver in de politieserie The Bill.
Als kind sloot Wingett zich aan bij het National Youth Theatre. Zijn filmdebuut was in 1979 in de film Quadrophenia, waar hij de rol van Dave, een roekeloze en opstandige mod, speelde. Omdat de film X-rated was, was hij wettelijk gezien te jong om zijn eigen debuut te bekijken. Een jaar later speelde hij in de film Breaking Glass.
Wingett en Trudie Goodwin waren de enige twee personages die te zien waren in de pilotaflevering van The Bill. Van 1984 tot 2005 speelde hij onafgebroken de rol van Jim Carver, in maart 2007 keerde hij even terug in de serie. Dit in verband met het vertrek van Trudie Goodwin uit de serie.
In 2005 verscheen Wingett voor een week in de soap EastEnders als Mike Swann. Later in het jaar kwam hij terug in de soap en in maart 2006 verliet hij EastEnders definitief. Hij is de Britse voice-over voor de Amerikaanse televisieserie American Chopper.
Wingett heeft twee kinderen. Hij doet aan scuba duiken en vist graag.